# Élection présidentielle américaine de 2016 au Colorado
L'élection présidentielle américaine de 2016, cinquante-huitième élection présidentielle américaine depuis 1788, a lieu le 8 novembre 2016 et conduit à la désignation du républicain Donald Trump comme quarante-cinquième président des États-Unis.
Au Colorado; les démocrates l'emportent avec Hillary Clinton, comme présumé par les sondages.

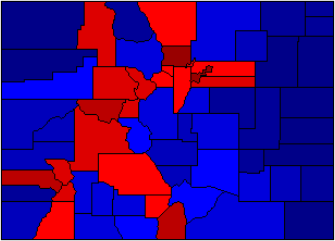
Carte des résultats de l'élection présidentielle américaine de 2016, par comté, au Colorado (Rouge: Clinton / Bleu: Trump)

## Résultats des élections au Colorado
| Candidat présidentiel | Vice Président | Parti Politique       | Vote Populaire | Vote Populaire | Vote électoral |
| --------------------- | -------------- | --------------------- | -------------- | -------------- | -------------- |
| Hillary Clinton       | Tim Kaine      | Démocrates            | 1338870        | 48,16%         | 9              |
| Donald Trump          | Mike Pence     | Républicains          | 1202484        | 43,25%         | 0              |
| Gary Johnson          | Bill Weld      | Libertariens          | 144121         | 5,18%          | 0              |
| Dr Jill Stein         | Ajamu Baraka   | Vert                  | 38437          | 1,38%          | 0              |
| Evan McMullin         | Nathan Johnson | Mieux pour l'Amérique | 28917          | 1,04%          | 0              |
| Autres (+)            | /              | /                     | 27418          | 0,99%          | 0              |

## Analyse
Seuls les comtés de Chaffe, Conejos, Pueble, Las Animas et Huerfano ont changé de majorité en passant de Républicains en 2012 à Démocrates en 2016. Aucun comté n'a voté à plus de 73,69% Démocrate ou 85,15% Républicain. Les plus réfractaires au candidat républicain sont les habitants du comté de Denver avec 18,89%. Les plus pessimistes envers Hillary sont dans le comté de Kiowa avec 10,64%